# Радзішево-Сеньчух
Радзішево-Сеньчух (пол. Radziszewo-Sieńczuch) — село в Польщі, у гміні Цехановець Високомазовецького повіту Підляського воєводства.
Населення — 165 осіб (2011).
У 1975-1998 роках село належало до Ломжинського воєводства.

## Демографія
Демографічна структура станом на 31 березня 2011 року:
|          | Загалом | Допрацездатний вік | Працездатний вік | Постпрацездатний вік |
| -------- | ------- | ------------------ | ---------------- | -------------------- |
| Чоловіки | 87      | 20                 | 47               | 20                   |
| Жінки    | 78      | 18                 | 33               | 27                   |
| Разом    | 165     | 38                 | 80               | 47                   |